# Grabenstätt
Grabenstätt è un comune tedesco di 4 219 abitanti, situato nel land della Baviera.